# 小行星8497
小行星8497是一颗围绕太阳公转的小行星。1990年9月13日，亨利·德波鸿诺在拉西拉天文台发现了此天体。
这颗小行星的绝对星等为64.07927515554968等。